# Juncus ochraceus
Juncus ochraceus är en tågväxtart som beskrevs av Franz Georg Philipp Buchenau. Juncus ochraceus ingår i släktet tåg, och familjen tågväxter. Inga underarter finns listade i Catalogue of Life.